# Chuck Berry (album)
Albums de Chuck Berry
Bio
(1973) Rockit
(1979)
Singles
1. Shake, Rattle and Roll / Baby What You Want Me to Do
Sortie : 1975

Chuck Berry est un album du guitariste, chanteur et auteur-compositeur américain Chuck Berry sorti en 1975 chez Chess Records. Il s'agit de son dernier album pour cette maison de disques.

## Histoire
L'album est principalement constitué de reprises de classiques du rhythm and blues, du rock and roll et de la country. Il a paru sous le titre Chuck Berry '75 au Royaume-Uni.

## Titres
Toutes les chansons sont écrites et composées par Chuck Berry, sauf mention contraire.

### Face 1
1. Swanee River (trad. arr. Berry) – 2:38
2. I'm Just a Name – 3:37
3. I Just Want to Make Love to You (Willie Dixon) – 3:05
4. Too Late (2:45)
5. South of the Border (en) (Jimmy Kennedy, Michael Carr (en)) – 2:22
6. Hi Heel Sneakers (Robert Higgenbotham) – 4:40

### Face 2
1. You Are My Sunshine (Charles Mitchell, Jimmie Davis) – 2:50
2. My Babe (Willie Dixon) – 2:28
3. Baby What You Want Me to Do (Jimmy Reed) – 2:34
4. A Deuce – 2:31
5. Shake, Rattle and Roll (Charles E. Calhoun) – 2:15
6. Sue Answer – 2:25
7. Don't You Lie to Me (en) (Hudson Whittaker) – 3:45

## Musiciens
- Chuck Berry : chant, guitare, piano
- Elliott Randall (en) : guitare
- Wilbur Bascomb (en) : basse
- Ernie Hayes : piano
- Jimmy Johnson Jr. : batterie
- Ingrid Berry Gibson : chant sur I'm Just a Name, Too Late et Baby What You Want Me to Do
- Earl Williams : batterie sur I'm Just a Name et Too Late
- Greg Edick : basse sur A Deuce et Sue Answer
- Billy Peek (en) : guitare sur A Deuce et Sue Answer
- Ron Reed : batterie sur A Deuce et Sue Answer